# Stictoptera vitrea
Stictoptera vitrea är en fjärilsart som beskrevs av Achille Guenée 1852. Stictoptera vitrea ingår i släktet Stictoptera och familjen nattflyn. Inga underarter finns listade i Catalogue of Life.